# Klushund
Der Klushund ist eine Sagengestalt aus Vorarlberg.
Die dämonische Tiergestalt geht laut Sage auf den Verräter zurück, der im Dreißigjährigen Krieg die Stadt Bregenz an das Schwedische Heer unter General Wrangel verraten haben soll. Wrangel habe dem Verräter für seine Tat das goldene Kegelspiel auf dem Schloss Hohenbregenz versprochen. Der Sage nach muss der Verräter für seine Freveltat nun ewig als großer schwarzer Hund, meist beschrieben mit tellergroßen leuchtenden Augen, auf der ehemaligen Römerstraße am Bergrand von Norden nach Süden durchs Land laufen. Eine Begegnung mit dem bedrohlichen Untier bringt in den Sagen Krankheit, Leid oder Plage.

## Historische Grundlage für die Sage
Die Sage vom Klushund, in welchen dieser angebliche Verräter (unter anderem ein gewisser Biggl von Lochau) verwandelt worden sei, welcher den Schweden den geheimen Weg an den Befestigungswerken der Klause vorbei gezeigt haben soll, ist anhand historischer Dokumente und Berichte nicht nachvollziehbar bzw. belegbar. Die militärische Niederlage gegen die Schweden war selbst verschuldet, mit der Sage wurde versucht dieses Versagen der militärisch und politisch Verantwortlichen nachträglich zu kaschieren. Beim Angriff der Schweden am 4. Januar 1647 auf Bregenz wurden die Befestigungswerke teilweise umgangen, waren schlecht besetzt bzw. die Motivation der Verteidiger zum Kampf gering und diese waren auch schlecht ausgerüstet. Die Organisation der Verteidigung durch die militärisch und politisch Verantwortlichen war bereits zuvor grundsätzlich schlecht und die Bevölkerung kriegsmüde. Von den einheimischen militärischen Führungskräften waren viele nur auf die eigene Sicherheit bedacht gewesen bzw. wollten ihr Vermögen in Sicherheit bringen und haben die Verteidiger aus den einfachen Ständen, Bauern, Knechte, Handwerker und Bürger, nachweislich im Stich gelassen. Auch hatten die uneinigen Vorarlberger Landstände aus Sparsamkeitsgründen den kriegserfahrenen Obristen Kaspar Schoch mit seinen Truppen, die von der kaiserlichen Regierung gestellt wurden, zurückgeschickt und die Verteidigung mit eigenen Kräften aufgeboten und vorgenommen, obwohl diese nicht ausreichten und hatten auch die Landständen aus dem Walgau und Montafon wenig Interesse, an der Klause in Lochau Truppen zur Verfügung zu stellen.

## Verbreitung
Sagen vom Klushund sind über die Gemeinden im Vorarlberger Rheintal verbreitet. Seine bevorzugten Umgangsgebiete sind das Gebiet von Bregenz und vor allem der so genannte Kluser Wald, ein einst sehr finsteres und daher gefürchtetes Waldgebiet zwischen den Gemeinden Götzis und Klaus. Der Klushund fand inzwischen Eingang in eine Vielzahl von literarischen Arbeiten.